# Phosphate de zinc
Le phosphate de zinc est un composé chimique du groupe des phosphates et faisant partie des composés du zinc.

## Gisements
On trouve le phosphate de zinc dans la nature comme minerai. Il se présente sous différentes formes: sous la forme hydratée, c'est l'hopeite qui cristallise dans le système orthorhombique et la parahopeite qui cristallise dans le système triclinique. Il existe aussi sous la forme hydroxyde, c'est la tarbuttite et comme composé avec du fer et du manganèse, c'est la phosphophyllite,.

## Extraction et Représentation
Le phosphate de zinc (sous la forme tétrahydratée) peut être obtenu par réaction de l'oxyde de zinc avec de l'acide phosphorique :
{\displaystyle {\ce {3ZnO{}+2H_{3}PO_{4}{}+H_{2}O->Zn_{3}(PO_{4})_{2}\cdot 4\ H_{2}O}}}.
Il est également obtenu à partir de la réaction du sulfate de zinc avec de l'hydrogénophosphate de sodium :
{\displaystyle {\ce {3ZnSO_{4}\cdot 7H_{2}O{}+2Na_{2}HPO_{4}\cdot 2H_{2}O->Zn_{3}(PO_{4})_{2}\cdot 4H_{2}O{}+2Na_{2}SO_{4}{}+H_{2}SO_{4}{}+21H_{2}O}}}.

## Propriétés
Le phosphate de zinc est une substance solide, blanche et inodore. Il est insoluble dans l'eau mais soluble dans les acides minéraux faiblement concentrés. Il existe sous la forme anhydre mais aussi sous les formes mono-, di- et tétrahydratées.

## Cristallographie

### Phosphate de zinc monohydraté
Le phosphate de zinc monohydraté, {\displaystyle {\ce {Zn3(PO4)2\cdot H2O}}} cristallise dans le  groupe d'espace P21/c, groupe no 14 ({\displaystyle {\ce {C^5_{2h}}}}), avec quatre unités de formule par maille élémentaire.
| a          | b          | c           | β         |
| ---------- | ---------- | ----------- | --------- |
| 8,696(6) Å | 4,891(2) Å | 16,695(9) Å | 94,94(3)° |

### Phosphate de zinc dihydraté
Le phosphate de zinc dihydraté cristallise dans le groupe d'espace P2/c, groupe no 13 ({\displaystyle {\ce {C^5_{2h}}}}), avec huit unités de formule par maille.
| a           | b          | c            | β      |
| ----------- | ---------- | ------------ | ------ |
| 10,451(7) Å | 5,036(3) Å | 31,437(15) Å | 92.46° |

### Phosphate de zinc tétrahydraté
Le phosphate de zinc tétrahydraté est un orthophosphate dimorphe : on le retrouve comme hopeite ou comme parahopeit. Il existe trois variétés d'hopeite pour lesquelles seulement l'arrangement des atomes d'hydrogène diffère. L'hopeite cristallise dans le groupe d'espace Pnma, no 62 ({\displaystyle {\ce {D^16_{2h}}}}), avec quatre unités de formule par maille élémentaire. La parahopeit cristallise dans le groupe d'espace P1, groupe no 2 ({\displaystyle {\ce {C^1_{i}}}}) avec une unité de formule par maille élémentaire.
|             | a           | b           | c          | α     | β     | γ     |
| Hopeite     | 10,597(3) Å | 18,318(8) Å | 5,031(1) Å | —     | —     | —     |
| Parahopeite | 5,768(5) Å  | 7,550(5) Å  | 5,276(5) Å | 93,4° | 91,2° | 91,4° |

## Évaluation de la substance
En raison de sa large utilisation, les effets du phosphate de zinc sur la santé humaine et l'environnement ont été évalués sous REACH en 2013 par les autorités roumaines. En 2014, après l'achèvement de cette évaluation, il n'y a eu aucune modification de la mention de danger, la substance reste classée H400 et H410.

## Utilisation
Le phosphate de zinc est utilisé comme pigment anticorrosion et pour la fabrication de ciments dentaires.

## Composés apparentés
- Pyrophosphate de zinc Zn2P2O7
- Cyclotétraphosphate de zinc Zn2P4O12
- Hydrogénophosphate de zinc ZnHPO4
- Phosphate hydroxyde de zinc Zn2(OH)PO4